# Cordăreni, Botoșani
Cordăreni este satul de reședință al comunei cu același nume din județul Botoșani, Moldova, România.

## ISTORIA CORDĂRENILOR PRIN STĂPÂNI
„Satul Cordăreni datează cel puțin din vremea lui Alexandru cel Bun, având o existență (...) neîntreruptă până în zilele noastre”. Numele așezării ar veni de la Andreico (Andreica) Cordarul. Coarda reprezenta în veacurile XV-XVI o sabie încovoiată de proveniență săsească sau ungurească fiind foarte prețuită de boierimea moldovenească. Cu acest sens, cuvântul se întâlnește și în secolele XIX-XX. Un alt sens al cuvântului „coardă” se referă la firul împletit din cânepă, păr ș.a. care ține întinse capetele unui arc. În aceste condiții, Andreico era, cu siguranță, or implicat în comerțul cu săbiile numite coarde, or producător de sfori pentru arcuri, or făcea concomitent ambele lucruri. Este foarte posibil ca așezarea să se fi numit altfel înainte de a o stăpâni Andreico Cordarul. Pe de altă parte, e puțin probabilă ipoteza conform căreia în acest sat existau mai mulți meșteri cordari (producători de sfori pentru arcuri) și de aici să-și ia supranumele Andreico. De asemenea, este cu totul exclusă o altă opinie, potrivit căreia la Cordăreni se „fabricau” coarde (săbii), din moment ce, după cum am amintit deja, acestea se procurau din afara Moldovei. În legătură cu numele așezării, mai semnalăm că nu departe de Cordăreni, lângă Unțeni, exista în secolele XVI-XVII un drum al Cordarului, iar pe la începutul veacului al XVIII-lea este pomenit în documente un Cordaru.
Deși prima mențiune documentară a localității este din 17 ianuarie 1517, Cordărenii fac parte din satele care dispun de o bogată bază documentară. Din păcate, puține documente din această bază documentară sunt publicate integral sau măcar parțial. În demersul nostru, am utilizat atât colecțiile mai vechi de documente, cât și colecțiile postbelice. Câteva documente, extrem de folositoare pentru istoria așezării, au fost publicate, în rezumat, de inimosul arhivist botoșănean Ștefan Cervatiuc. Alte documente, la fel de importante, au fost consultate de Constantin Gologan în filialele Arhivelor Statului din Botoșani și Iași.
Utilă pentru subiectul abordat s-a dovedit a fi (mai ales pentru veacul al XIX-lea) și prima monografie a Cordărenilor, apărută la Dorohoi în 1912, avându-l ca autor pe preotul paroh din sat, D. I. Grigorescu. Așezarea de pe Ibăneasa mai are o monografie, apărută în 1942 și scrisă de învățătorul Teofan C. Dumitriu (precizăm că nu am avut încă posibilitatea consultării acesteia).
În vechime, localitatea era așezată într-o „regiune de păduri de stejar” numită Dumbrava Înaltă . Până la jumătatea secolului al XVIII-lea, satul a aparținut numai ținutului Dorohoi, apoi intrând în componența nou-înființatului ținut Botoșani. Astăzi, comuna Cordăreni este situată aproximativ în centrul județului Botoșani, fiind învecinată cu așezări foarte vechi, precum Vorniceni, Havârna, Ș(i)poteni, Corlăteni și Vlădeni.
Articolul de față, născut din interesul afectiv pe care îl purtăm pentru locurile natale, se vrea a fi o primă contribuție, exclusiv științifică, la o proiectată monografie a Cordărenilor. Acest articol nu face decât o radiografie sumară a numeroșilor stăpâni care s-au perindat, din veacul al XV-lea până în preajma secolului al XX-lea, pe la Cordăreni, încercându-se reconstituirea cât mai exactă a filiațiilor, dar și surprinderea, pe de o parte, a relațiilor dintre stăpânii moșiei, iar, pe de altă parte, a relațiilor stăpâni și talpa țării.
Dintr-unul din ultimele documente emise de Bogdan al III-lea, într-una din primele zile ale anului 1517, aflăm, pentru prima oară, de existența satului Cordăreni. Documentul ne informează că satul fusese schimbat și vândut de copiii Neagăi, urmașii vechilor săi stăpâni, cu un sat de peste Prut al marelui ceașnic Dragotă Secuianul. Din acest document și dintr-un altul, din 30 iunie 1519, se reface cu mare precizie șirul primilor stăpâni ai Cordărenilor.
Primul stăpân al satului a fost Iuban sau Liuban cel Bătrân. Costăchescu îl include, cu titlu de ipoteză, în neamul Stravicilor. Acest boier stăpânea satul probabil de la sfârșitul veacului al XIV-lea, după cum reiese  din documentul din 30 iunie 1519. Satul făcea parte dintr-un domeniu mai întins al lui Iuban, fieful său fiind, cel mai probabil, la Ibănești, așezare situată nu departe de Cordăreni.
De la Iuban satul trece la fiul (sau ginerele) său, Andreico, care îl lasă moștenire fiicei sale Neaga, aceasta stăpânindu-l în vremea lui Ștefan cel Mare. Copiii Neagăi, din care documentele îl pomenesc numai pe Ieremia, nu știm din ce motive, fac în perioada 1504-1517,schimbul de care am mai pomenit. Odată cu acest schimb, amintirea primilor stăpâni ai Cordărenilor se șterge pentru totdeauna, documentele ulterioare referitoare la acest sat nepomenindu-i deloc.
Dragotă Secuianul este, după cum se știe, un urmaș al lui Dragoș Viteazul din secolul al XV-lea. A făcut o carieră strălucită în plan politic, fiind pentru Bogdan al III-lea și, până în 1523, (și) pentru Ștefăniță, un om de mare încredere. În 1523 era în tabăra Găneștilor și Arbureștilor, complotând împotriva lui Ștefăniță Vodă. Fugit pentru a-și salva viața, în Polonia sau Transilvania, se reîntoarce în Moldova după 1527, Petru Rareș iertându-l și restituindu-i proprietățile. Moare cândva pe la mijlocul veacului al XVI-lea.
Pe lângă alte sate, a stăpânit, ca singur proprietar, și în Cordăreni. Având trei copiii, împarte moșia în trei părți aproximativ egale, numite de acum și până în secolul al XIX-lea, „partea de sus”, „partea de mijloc” și „partea de jos”. Cei trei copii ai lui Dragotă devin astfel bătrânii așezării, cei la care se vor raporta urmașii lor atunci când aveau probleme de hotar.
Singurul băiat dintre copiii lui Dragotă, Nichita, nu va accede la dregătorii înalte, lucru valabil, în mare parte, și pentru urmașii săi și ai surorii sale. Așadar, descendenții lui Dragotă Secuianul și rudele lor apropiate au fost, în marea majoritate, boieri mici și mijlocii. Excepțiile s-au numit Ștefan Rugină, mare șetrar la jumătatea secolului al XVII-lea, Toader Albotă, mare armaș la finele aceluiași veac, Aristarh Hrisoscoleu și Dimitrie Hudici, mare ban, respectiv mare medelnicer pe la mijlocul secolului al XVIII-lea.
Revenind la copiii Secuianului, să mai spunem că, sub raport matrimonial, numai Măgdălina reușește o căsnicie dătătoare de speranțe în plan social, partenerii de viață ai celorlalți doi „bătrâni” ai satului neputând fi nici măcar identificați, darămite de regăsit în marile neamuri ale Moldovei veacului al XVI-lea.
Spre sfârșitul secolului al XVI-lea și începutul celui următor, când procesul de integrare a urmașilor marelui ceașnic în categoria boierimii mici și mijlocii se încheiase, la Cordăreni trăiește un personaj interesant. Acesta a fost, de curând, în atenția lui Ștefan S. Gorovei. Athanasie–Tăutul Vrânceanul, urmaș în a patra generație al lui Dragotă Secuianul, este atestat între 1595 și 1609. A fost, succesiv sau concomitent, diac, vistiernicel și aprod; precizăm că acest Tăutul este primul diac dintr-o serie de cinci dieci stăpâni în Cordăreni. În opinia lui Ștefan S. Gorovei, numele strămoșului său (Tăutul) este „reactualizat și purtat oarecum în chip de prenume (pseudo–prenume), ca și cum ar fi fost un nume de calendar, cu care să fi fost botezat!” Se concluziona că e vorba de un obicei onomastic în legătură cu transmiterea proprietăților .
Veacul al XVII-lea aduce o înmulțire a stăpânilor la Cordăreni și o complicare progresivă a relațiilor dintre ei. Apar dispute pentru hotare și mai dese apeluri la Domnie. În acest sens, făcând însă notă discordantă cu regula oarecum generală, amintim întâlnirea din 1643 a celor mai importanți stăpâni din Cordăreni. „Ne-am socotit între noi, spun Toader Arbure, Lupul Talpă, Nicolai Tăutul și Toader Gherman, să ne strângem toți frații, la sat la Cordăreni”, pentru a măsura toate cele trei părți „în lungiși și curmedziși (...). Care parte se va afla mai mică să aibă a lua den care parte să va afla mai mult, să fie tocma. Și la care frate se va afla loc mai prostu, să nu fie loc de cosit și de arat, să aibă a primi (de la) carele va afla, tot loc bun să primească”. E, această întâlnire, un bun exemplu de reglementare pe cale amiabilă a neînțelegerilor care, inevitabil, apăreau între diverșii stăpâni ai moșiei.
În legătură cu Toader Gherman, unul din cei patru „frați” de la 1643, e de amintit că acesta apare des în documente la jumătatea veacului al XVII-lea în calitate de uricar; nu ne surprinde astfel să-l aflăm, la 1648, proprietar al unui exemplar din Cazania lui Varlaam, exemplar care, după 1800, va ajunge în Transilvania.
Dintre urmașii celor patru stăpâni de la 1643 se remarcă Gligorașco Gherman, pârcălab și vornic mai multe decenii după 1650, om de nădejde pentru mulți domni, fiind trimis să hotărnicească numeroase și importante moșii din nordul Moldovei. Acest Gligorașco se va căsători cu Chelsia, fata unui alt răzeș (în sens de coproprietar!) din Cordăreni, Grigore Tăutul, unul dintre fiii personajului amintit mai sus. Se încerca, probabil, limitarea, și prin aceste mijloace, a pătrunderii străinilor în ocinile strămoșești. De altfel, tot o astfel de combinație vor face, câteva decenii mai târziu, alți doi urmași, în a șasea generație, ai lui Dragotă, Maria Rugină și Dumitrașco Gafenco uricarul.
Ajungând la Dumitrașco Gafenco, să precizăm că opinia generalizată, în rândul specialiștilor în genealogie, este că neamul acestuia era, la origine, ucrainean . Coroborând informațiile de natură genealogică cu cele legate de evoluția proprietăților, înclinăm să credem că neamul Gafenco este autohton, coborâtor din neamurile Gănescu, Secuianul și Cracalie. Argumentația vizează un document din 14 iunie 1622  (datarea documentului fiind îndoielnică); aici este pomenit un Pătrașco Țițul din Cordăreni. Un alt document, din 8 iulie 1670, o menționează pe soacra lui Pătrașco din Cordăreni, care era și moașa lui Toader, fiul lui Coste. Într-un al treilea act, din 23 martie 1681, se arată că Pătrașco Țițul era căsătorit cu Paraschiva, fiica Dumitrei Ghermăneasa, cei doi având mai mulți copii, amintit fiind numai Dumitrașco diacul, care moștenea, printre altele, și 1/4 din 1/3 din Cordăreni. Ei bine, exact aceeași parte de Cordăreni, îi era întărită lui Dumitrașco... Gafenco uricar în 1725! Coroborând toate aceste date, rezultă limpede că Dumitrașco diacul de la 1681 nu este altul decât Dumitrașco Gafenco, uricarul de la 1725, iar tatăl său este Pătrașco Țițul, urmaș, în generația a șasea, al lui Cozma Șarpe postelnicul din veacurile XV-XVI.
Cum a ajuns fiul lui Pătrașco Țițul să poarte numele Gafenco – iată un subiect care naște discuții. Cu titlu de ipoteză, avansăm câteva posibile explicații. Prima, se referă la o mare apropiere (înfiere?) între Dumitrașco diacul și un anume Nicolai Gafenco, personaj care apare în documente o singură dată, în septembrie 1665, însă această apariție, lucru de luat în seamă, are loc în preajma satului Cordăreni (în seliștea Glodeni); în sprijinul acestei prime ipoteze, e și faptul că în documentul din 23 martie 1681 diacul Dumitrașco apare fără ceea ce numim astăzi nume de familie, de abia din aprilie 1707 documentele amintindu-l numai cu formula „Dumitrașco Gafenco uricarul”. A doua ipoteză privește schimbarea numelui „Țițul” și preluarea sau prelucrarea altuia purtat frecvent de neamurile înrudite cu familiile Gafenco; amintim, în acest sens, pe o anume „Gaftona”, mătușă prin alianță (a) lui Dumitrașco, același (pre)nume purtându-l și bunica dinspre tată a mamei lui Dumitrașco. A treia ipoteză, în prelungirea precedentei, face referire la o posibilă renunțare a lui Pătrașco la numele Țițul și preluarea numelui Gafenco; ipoteza pleacă de la un document din 1669 în care apare ca martor în Costiceni (ținutul Cernăuți) un Pătrașco... Gafenco! Pe linia acestei ipoteze, s-ar putea ca  Pătrașco Țițul (Țintă) să fi fost căsătorit mai întâi cu Aftimia Cocuran, de aici „curgând” neamul Țintă, iar mai apoi cu Paraschiva Gherman, astfel apărând neamul Gafenco.
Dincolo de toate aceste ipoteze, trebuie spus că Dumitrașco Gafenco a făcut o remarcabilă carieră de uricar, trăind vreme îndelungată, fiind trimis de Domnie acolo unde era nevoie de pana unui diac priceput. S-a împăcat foarte bine cu cumnatul său, Pavel Rugină, marele dregător de la cumpăna veacurilor XVII-XVIII, încercând împreună să protejeze ocinele strămoșești. Rugină, plecând în Rusia cu Dimitrie Cantemir, va muri acolo, Dumitrașco și urmașii săi, fiind nevoiți să plătească mai multe datorii ale acestuia.
Înainte de a trece în revistă istoria satului din secolul al XVIII-lea menționăm că un singur document din 1641 îl atestă ca stăpân în Cordăreni și pe Toma Cantacuzino mare stolnic. Pe această filieră va intra în Cordăreni, spre mijlocul veacului al XVIII-lea, și Aristarh Hrisoscoleu, ginerele lui Iordachi Cantacuzino.
În veacul al XVIII-lea numărul stăpânilor din Cordăreni se restrânge. Trecător, vor stăpâni aici Toader Calmuțchi, Aristarh Hrisoscoleu, neamul Onciul și Anița Ghenghioaia. Cele mai mari ocini și pentru durate mari de timp, le vor avea Mănăstirea Doljești (prin intermediul marelui medelnicer Dimitrie Hudici) și urmașii lui Dumitrașco Gafenco. Precizăm că părțile de sus și de mijloc tind din ce în ce mai mult spre unificare.
Două dispute, care se întind, fiecare, pe durata câtorva decenii, marchează relațiile dintre stăpânii așezării (în primul caz) și cele dintre unii stăpâni și țăranii dependenți (în al doilea caz).
În prima dispută sunt implicate neamurile Talpă, Rugină și Gafenco; punctul de plecare îl reprezintă împrumutul de către fetele Anei comisoaia de la moșul lor Ștefan Rugină a unei comci cu mărgăritari și cu pontale de aur, „ca să le fie de purtat la zile mari”, comcă având o valoare foarte mare, cuprinsă între 450 și 854 de lei. Venind vremea restituirii, cele două femei declară comca dispărută; descoperindu-se mai apoi câteva resturi din ea, urmașii lui Ștefan Rugină cer ca acea comcă să fie plătită. De aici ură, acuze reciproce, jurăminte în biserică, mai multe înfățișări la Divan, certuri interminabile care vor dura peste 50 de ani, totul având ca epilog pierderea în 1731 a ocinii pe care o avea în Cordăreni neamul Talpă.
Celălalt eveniment a făcut multă vâlvă în Moldova jumătății de veac XVIII, ajungând chiar și Domnia să se minuneze de cele ce se întâmplau la Cordăreni. Astfel, în toamna anului 1749 medelnicerul Dimitrie Hudici, sesiza caimacamilor Moldovei o stare de lucruri care dura de câțiva ani; potrivit medelnicerului, țăranii săi din Cordăreni „s-au împrăștiat din săliști cu șidere lor pe toată moșia”, pricinuindu-i „pagubă, stricându-i locul țarinilor și a fânețelor cu bucatile lor”. În plus, acești țărani nu s-au supus să-i lucreze boierescul după vechiul obicei. În fapt, situația era și mai gravă, țăranii nesfiindu-se să scoată din pământ sau să sfărâme bolovanii și să taie un stejar cu bour, încercând astfel să modifice vechile hotare ale satului; aceiași țărani vecini își permiteau, în pofida oricăror legi, să vâneze peștele din heleșteul lui Hudici „ziua și noaptea, făr de nici o siială și opreală”, să strice moara și pomii din livada boierului. 
Potrivit poruncii domnești din 1753, țăranii din Cordăreni trebuiau să suporte certări pe măsura faptelor lor. Totuși, Hudici, călugărit între timp, îi iartă, după ce mai făcuse același lucru și câțiva ani mai înainte. În zapisul țăranilor se spune că „apucându-ne chizaș unul pentru altul (...) de acmu înainte n-om mai face strîcăciuni (...), iar pre care îl vom simți dintre noi mai făcînd strîcăciuni, noi să avem a-l da de grumazi la boiari ca să-i vie de hac cu certare și gloabă”; mai mult, se înțeleg și în privința boierescului, țăranii angajându-se să ajute la facerea unui iaz nou, punând păzitori dintre ei.
Vorbe deșarte, pentru că „depărtîndu-se [Hudici] de la moșiile sale, iarăși s-au apucat [țăranii] de meșterșugul lor, prinzînd peștele zioa și noaptea și tăind iarăși iazul...”; acum „au prins pe păzitor noaptea, învăliți la obraze (adică mascați!) și l-au bătut, muindu-l în baltă, (...) vrînd să-l și înece, zicîndu-i să nu să mai afle păzitor de iazuri că-l vor omorî”. Cam la fel au procedat și cu o livadă de pomi aflată în afara satului: „mergu în silă cu grămada și scutură pomii, și noaptea și zioa”. Domnul Grigore Alexandru Ghica, știindu-le antecedentele, cere ca această „obrăznicie tălhărească” să fie aspru pedepsită, insistând asupra vinovăției conducătorilor țăranilor.
Ne abținem să comentăm pe larg aceste întâmplări, în care violența, încălcarea unor promisiuni, îndârjirea, hotărâri domnești nerespectate ș.a. aruncă o lumină nu tocmai favorabilă asupra unei comunități umane; notăm, totuși, că aceste evenimente ar putea fi un bun prilej de meditație pentru istoria mentalităților sau cea socială, comportamentul țăranilor din Cordăreni fiind, credem, și un bun punct de plecare chiar în analize de tip sociologic.
Revenind la stăpânii așezării, să spunem că fiul uricarului Dumitrașco Gafenco, Miron, se va consacra aceleiași îndeletniciri. În mai 1720, probabil pentru a se școli, era într-o comisie de hotărnicie alături de tatăl său. Apoi, vreme de aproximativ 30 de ani, va fi mereu pomenit în documente, cel mai adesea ca uricar, dar și ca stolnic al doilea sau vornic de Câmpulung Rusesc.
Ginerele lui Miron, Afendule(a) era, după cum pare a indica numele său, grec. De la prima apariție a acestui personaj în documente, se vede că este un om cu bani. Astfel, în aprilie 1742, îl împrumuta cu 200 de lei pe socrul său, pentru ca acesta să mai cumpere o parte din Cordăreni de la Aristarh Hrisoscoleu. După câteva luni, socrul îl înzestra, pe el și pe soția sa Irina, cu „toate părțile sale din satul Cordăreni pe Iubăneasa”. În deceniile următoare, până spre 1770, îl vedem pe negustorul din Botoșani cum încearcă să-și apere, cu o rară tenacitate, proprietățile din Cordăreni, dar și în certuri permanente cu celălalt mare stăpân al Cordărenilor, ieromonahul Dionisie Hudici, reprezentantul Mănăstirii Doljești. Probabil că, la un moment dat, aceste dispute, corelate și cu absența copiilor, o vor face pe soția sa, Irina, să se călugărească.
Acest Afendule(a) este o figură aparte în rândul stăpânilor din Cordăreni. Străin de loc și de neam, conștient însă de deplinătatea drepturilor sale, e posibil să nu fi fost prea bine primit în sat. Din păcate, nu avem știri despre activitatea lui de negustor, însă, cu siguranță, știindu-i tenacitatea, se va fi ilustrat strălucit și în comerț. Este unul dintre acei boieri care, dedicat și activităților comerciale, poate fi socotit printre reprezentanții protoburgheziei din veacul al XVIII-lea.
Unul dintre clironomii (urmașii) lui Afendule(a) este Dumitraș (Dimitrii) Gafenco. De acest personaj se leagă un interesant episod privitor la circulația și păstrarea cărților în trecutul Moldovei. Astfel, pe o Alfavita sufletească, tipărită la Iași în 1755 , el scrie un blestem rar întâlnit; după ce motivează gestul cumpărării cărții („o am cumpărat ca să-mi fie de citit pentru folosul sufletului”), Dimitrii continuă: „și cine s-ar ispiti să mi-o furi, or cu ce fel de chip, or de a(r) luo(a) ca să (o) citească și s-ar uita și nu o (ar) aduce sau ori cu ce fel de chip – unul ca acela să fie blăstămat de săngur Isus Hristos, adevărat Dumnedzău nostru și de sfințăi 12 apostoli și de 318 părinți de la Necheia. Și să fie ștersu din cartea viețăi. Și rugăciunea lui să i să socotiască păcat. Și diavolul să-i ste de-a dreapta lui. Ca undelemnul să între blăstămul în mațăle lui. Să-i fie ca un brău cu care pururea să încinge. Să-i rămâie muere lui vadan(ă) și copii(i) lui săraci. Amin”.
După ocuparea Bucovinei de către austrieci, neamul Gafenco, deși cei mai mulți dintre reprezentanții săi rezidau la moșiile din Imperiu , fiind supuși imperiali, continuă să stăpânească la Cordăreni. În iunie 1814, Vasile și Andrei Gafenco, nepoții lui Dimitrii, își împart moșiile din Moldova, Vasile rămânând stăpân la Cordăreni, iar Andrei la Hilișeu.
Ultima generație de stăpâni, în înțelesul medieval al termenului, este reprezentată de frații Ionică, Gheorghe și Andrei Gafenco. Stăpâni împreună până în 1839, din acest an doi dintre frați renunță la părțile lor din Cordăreni în favoarea lui Gheorghe von Gafenco, acesta stabilindu-se de altfel în Cordăreni, încă din 1826. Despre Gheorghe von Gafenco, a cărui amintire încă mai stăruia în memoria țăranilor pe la începutul veacului XX, se spune că a fost „un adevărat părinte al sătenilor săi”. A populat partea sa de sat cu ruteni din Galiția, astfel explicându-se numele de „Slobozia” care începe a fi folosit în paralel cu celălalt nume al acestei părți de sat, Cordăreni–Gafenco. Clironomul lui Gafenco va fi Gheorghe Flondor din Bucovina, care stăpânește la Cordăreni vreme de 20 de ani, în mai 1880 partea de jos a satului fiind vândută armeanului Emanuel Cristea Manea. Clădirea făcută de acest ultim stăpân, în curtea boierească de la Slobozia, se mai vede și astăzi.
Cealaltă parte a satului, numită Cordărenii Vechi sau Cordărenii Mănăstirii, a rămas, după cum indică și unul dintre nume, în stăpânirea Mănăstirii Doljești din ținutul Roman până la secularizarea averilor mănăstirești. După războiul de independență, urmare a împroprietăririlor cu pământ, va mai apărea, în două etape, un nou sat, Grivița, aici fiind așezați, în apropierea vechiului iaz al Cordărenilor, țărani din preajma Dorohoiului.
Aceasta este o scurtă istorie a Cordărenilor prin stăpânii săi. Sat străvechi, încă din veacul al XIV-lea, Cordărenii au o istorie care merită a fi scrisă, într-un context în care istoria țării nu poate fi scrisă decât prin istoriile, numeroasele istorii, ale așezărilor sale și, implicit, (a) celor care au viețuit sute de ani acolo.